# 8247 Шерілхолл
8247 Шерілхолл (8247 Cherylhall, 1979 SP14, 1968 US, 1979 SE6, 1979 UA3, 1985 SA7, 1985 UU5, 2000 HG105, 2000 HN105) — астероїд головного поясу, відкритий 20 вересня 1979 року.
Тіссеранів параметр щодо Юпітера — 3.179.